# Lithacodia varioplagata
Lithacodia varioplagata là một loài bướm đêm trong họ Noctuidae.